# Спољни односи Русије
Спољни односи Руске Федерације су политички део руске владе који води њене интеракције са другим нацијама, њиховим грађанима и страним организацијама. Овај чланак покрива спољну политику Руске Федерације од распада Совјетског Савеза крајем 1991. године. Тренутно Русија нема дипломатске односе са Украјином због руске инвазије на Украјину 2022.
Спољнополитичке дебате Кремља показују сукоб између три ривалске школе: атлантиста, који траже ближи однос са Сједињеним Државама и западним светом уопште; Империјалисти, који траже повратак полухегемонистичког статуса изгубљеног током претходне деценије; и неословенофили, промовишући изолацију Русије унутар њене сопствене културне сфере. Док је атлантизам био доминантна идеологија током првих година нове Руске Федерације, под Андрејем Козирјевом, био је на удару због свог неуспеха да одбрани руску превагу у бившем СССР-у . Промоција Јевгенија Примакова у министра спољних послова 1996. означила је почетак националистичког приступа спољној политици.
Други велики тренд је евроазијство, школа мишљења која се појавила почетком 20. века. Евроазијци тврде да је Русија састављена од словенских, турских и азијских култура и изједначавају либерализам са евроцентричним империјализмом . Један од најранијих идеолога евроазијства био је руски историчар Николај Трубецкој, који је осудио еврофилског цара Петра I и заговарао руско прихватање азијског „наслеђа Чингис-кана” ради успостављања трансконтиненталне евроазијске државе. Након распада Совјетског Савеза, евроазијство је стекло јавну моћ кроз списе филозофа Александра Дугина и постало је званична идеолошка политика под владом Владимира Путина.
Председништво Владимира Путина трајало је од јануара 2000. до маја 2008. и поново од 2012. до данас. За време Путина, Русија је учествовала у неколико значајних сукоба, укључујући и против суседних земаља Украјине и Грузије . Признао је независност нових република у оквиру тих земаља. Посебно су се односи са Сједињеним Државама нагло погоршали између 2001. и 2022. године, док су се односи са Европском унијом погоршали посебно од руске анексије Крима од Украјине 2014. године.
Русија је 24. фебруара 2022. покренула инвазију великих размера на Украјину, што је довело до увођења значајних економских и политичких санкција од стране Европске уније, Уједињеног Краљевства, Сједињених Држава, Канаде и других земаља. Руска влада сада има прецизирану „Листу непријатељских земаља“ која указује на оне земље са којима су односи сада затегнути (или непостојећи). Концепт спољне политике који је Владимир Путин одобрио 2023. године идентификује Русију као евроазијску цивилизацијску државу ; приближавање земље ближе Азији, исламском свету, Африци, Латинској Америци и остатку глобалног југа и тражи крај западне хегемоније у међународном поретку.

## Спољне политике
У међународним односима, Путин је давао све критичније јавне изјаве у вези са спољном политиком Сједињених Држава и других западних земаља. У фебруару 2007, на годишњој Минхенској конференцији о безбедносној политици, критиковао је оно што је назвао монополском доминацијом Сједињених Држава у глобалним односима и тврдио да су Сједињене Државе показале „скоро неограничену хипер употребу силе у међународним односима“. Рекао је да је резултат тога да се „нико не осећа безбедно! Јер нико не може да осети да је међународно право као камени зид који ће их заштитити. Наравно, таква политика стимулише трку у наоружању.“ 
Путин је предложио иницијативе попут успостављања међународних центара за обогаћивање уранијума и спречавања размештања оружја у свемиру. У интервјуу из јануара 2007. Путин је изјавио да се Русија залаже за демократски мултиполарни свет и за јачање система међународног права.
Западни медији и политичари Путина често карактеришу као аутократу. Његов однос са бившим америчким председником Џорџом В. Бушом, бившим и садашњим председником Бразила Луисом Инасијом Лулом да Силвом, бившим председником Венецуеле Угом Чавесом, бившим немачким канцеларом Герхардом Шредером, бившим француским председником Жаком Шираком и бившим премијером Италије Силвиом Берлусконијем будите лично пријатељски расположени. Путинов однос са бившом немачком канцеларком Ангелом Меркел је наводно „хладнији“ и „пословнији“ од његовог партнерства са Герхардом Шредером, који је прихватио посао у конзорцијуму предвођеном Русијом након што је напустио функцију.
Након напада на Сједињене Државе 11. септембра, пристао је на успостављање коалиционих војних база у средњој Азији, пре и током инвазије на Авганистан коју предводе САД . Руски националисти су се противили успостављању било каквог војног присуства САД на територији бившег Совјетског Савеза и очекивали су да ће Путин држати САД подаље од република Централне Азије, или у најмању руку извући обавезу Вашингтона да се повуче из ових база. чим је прошла непосредна војна потреба.
Током кризе разоружања у Ираку 2002–2003, Путин се противио потезу Вашингтона да нападне Ирак, без користи од резолуције Савета безбедности Уједињених нација која експлицитно одобрава употребу војне силе. Након што је званично објављен крај рата, амерички председник Џорџ Буш затражио је од Уједињених нација да укину санкције Ираку. Путин је подржао укидање санкција у догледно време, уз образложење да се Комисији УН прво пружи шанса да заврши свој посао на потрази за оружјем за масовно уништење у Ираку.
Путин и бивши немачки канцелар Герхард Шредер су 2005. преговарали о изградњи великог гасовода преко Балтика искључиво између Русије и Немачке. Шредер је такође присуствовао Путиновом 53. рођендану у Санкт Петербургу исте године.
Заједница независних држава (ЗНД), на коју се у Москви гледа као на своју традиционалну сферу утицаја, постала је један од Путинових спољнополитичких приоритета, пошто су ЕУ и НАТО нарасли да обухвате већи део Централне Европе и, однедавно, балтичке државе.
Током украјинских председничких избора 2004. Путин је два пута посетио Украјину пре избора како би показао своју подршку украјинском премијеру Виктору Јануковичу, који је био надалеко виђен као прокремљовски кандидат, и честитао му је на очекиваној победи пре него што су званични резултати избора био у. Путинова лична подршка Јануковичу критикована је као неоправдано мешање у послове суверене државе (види Наранџаста револуција). Кризе су се такође развиле у односима Русије са Грузијом и Молдавијом, обе бивше совјетске републике које оптужују Москву да подржава сепаратистичке ентитете на њиховим територијама.
Односи Русије са балтичким државама остају напети. 2007. године, руско-естонски односи су се додатно погоршали као резултат контроверзе о бронзаном војнику Талина.
Путин је узео активно лично учешће у промовисању Акта о канонском општењу са Московском патријаршијом потписаног 17. маја 2007, којим су обновљени односи између Руске православне цркве са седиштем у Москви и Руске православне цркве ван Русије након 80-годишњег раскола . У свом годишњем обраћању Савезној скупштини 26. априла 2007, Путин је најавио планове да Русија прогласи мораторијум на поштовање Уговора о конвенционалним оружаним снагама у Европи док га све чланице НАТО-а не ратификују и не почну да поштују његове одредбе, као што је Русија била радећи на једностраној основи.
Путин тврди да како нове чланице НАТО-а до сада нису ни потписале споразум, неравнотежа у присуству НАТО-а и руских оружаних снага у Европи ствара стварну претњу и непредвидиву ситуацију за Русију. Чланице НАТО-а рекле су да ће одбити да ратификују споразум све док Русија не испоштује своје обавезе из 1999. године дате у Истанбулу, по којима Русија треба да уклони трупе и војну опрему из Молдавије и Грузије . Руски министар спољних послова Сергеј Лавров је рекао да је „Русија одавно испунила све своје истанбулске обавезе које се односе на ЦФЕ“.
Русија је суспендовала своје учешће у ЦФЕ-у од поноћи 11. децембра 2007. по московском времену Сједињене Државе су 12. децембра 2007. званично изјавиле да „дубоко жале због одлуке Руске Федерације да 'обустави' спровођење својих обавеза према Уговору о конвенционалним оружаним снагама у Европи (ЦФЕ)“. Портпарол Стејт департмента Шон Мекормак је у писаној изјави додао да су „конвенционалне снаге Русије највеће на европском континенту, а њено једнострано деловање штети овом успешном режиму контроле наоружања“. Главна забринутост НАТО-а која произилази из суспензије Русије је да би Москва сада могла да убрза своје војно присуство на Северном Кавказу .
Месеци након Путиновог говора у Минхену  били су обележени тензијама и налетом реторике са обе стране Атлантика. Као резултат тога, изјавио је Владимир Путин на годишњици Дана победе, „ове претње не постају све мање, већ само трансформишу и мењају свој изглед. Ове нове претње, баш као и под Трећим рајхом, показују исти презир према људском животу и исту тежњу да се успостави искључиви диктат над светом.“  Ово су неки руски и западни коментатори протумачили као поређење САД са нацистичком Немачком.
Уочи 33. самита Г8 у Хајлигендаму, америчка новинарка Ен Еплбаум, која је удата за пољског политичара, написала је да „било вођењем сајбер-рата против Естоније, угрожавањем снабдевања Литваније гасом или бојкотом грузијског вина и пољског меса, он [Путин] је у протеклих неколико година јасно ставио до знања да намерава да поново потврди руски утицај у бившим комунистичким државама Европе, без обзира да ли те државе желе руски утицај или не. У исто време, он је такође јасно ставио до знања да више не види западне нације само као бенигне трговинске партнере, већ као претње у стилу хладног рата .“ 
Британски академик Норман Стоун у свом чланку „Није ни чудо што воле Путина“ упоредио је Путина са генералом Шарлом де Голом . Ади Игњатијус тврди да „Путин... није Стаљин . У Русији данас нема масовних чистки, нема широке климе терора. Али Путин реконституише јаку државу и свако ко му стане на пут платиће за то“  И руски и амерички званичници су увек порицали идеју о новом хладном рату. Тако је министар одбране САД Роберт Гејтс рекао још на Минхенској конференцији: „Сви се суочавамо са многим заједничким проблемима и изазовима које морамо решити у партнерству са другим земљама, укључујући Русију. Један хладни рат је био сасвим довољан.“  Владимир Путин је рекао пре 33. самита Г8, 4. јуна 2007: „ми не желимо конфронтацију; желимо да се укључимо у дијалог. Међутим, ми желимо дијалог који признаје једнакост интереса обе стране.“ 
Путин се јавно противио америчком ракетном штиту у Европи, изнео је председнику Џорџу В. Бушу контрапредлог 7. јуна 2007. да се користи радарски систем из совјетске ере у Азербејџану, уместо да се гради нови систем у Пољској и Чешкој Републици . Путин је изразио спремност за модернизацију радарске станице Габала, која је у функцији од 1986. године. Путин је предложио да тада не би било потребно постављати ракете пресретаче у Пољској, али би пресретачи могли бити постављени у Турској или Ираку чланици НАТО-а. Путин је предложио равноправно укључивање заинтересованих европских земаља у пројекат.
У интервјуу са новинарима земаља Г8 од 4. јуна 2007. године, одговарајући на питање да ли руске нуклеарне снаге могу бити фокусиране на европске циљеве у случају да „Сједињене Државе наставе да граде стратешки штит у Пољској и Чешкој Републици“, Путин је признао да „ако се део нуклеарних капацитета Сједињених Држава налази у Европи и ако наши војни стручњаци сматрају да представљају потенцијалну претњу, онда ћемо морати да предузмемо одговарајуће кораке за одмазду. Који кораци? Наравно да морамо имати нове мете у Европи.“ 
Крај 2006. године донео је затегнуте односе између Русије и Британије, после смрти бившег официра ФСБ у Лондону од тровања. Британски премијер Гордон Браун је 20. јула 2007. протерао „четири руска изасланика због Путиновог одбијања да изручи бившег агента КГБ- а Андреја Луговоја, траженог у Великој Британији због убиства колеге бившег шпијуна Александра Литвињенка у Лондону“. Руски устав забрањује екстрадицију руских држављана трећим земљама. Британски министар спољних послова Дејвид Милибанд рекао је да „ова ситуација није јединствена и да су друге земље измениле своје уставе, на пример, како би дале на снагу европски налог за хапшење”.
Милибандову изјаву су руски медији навелико објавили као британски предлог за промену руског устава. Према ВЦИОМ-у, 62% Руса је против промене Устава у том погледу. Британски амбасадор у Москви Тони Брентон рекао је да Велика Британија не тражи од Русије да прекрши свој Устав, већ да га тумачи на начин који би омогућио изручење Луговог. Путин је, у одговору, саветовао британске званичнике да „поправе своје главе“, уместо да предлажу промену руског устава  и рекао да су британски предлози „реликт размишљања из колонијалне ере“.
Када је Литвињенко умирао од тровања радијацијом, оптужио је Путина да је режирао атентат, у изјави коју је убрзо након његове смрти објавио његов пријатељ Алекс Голдфарб . Критичари сумњају да је Литвињенко прави аутор објављене изјаве.  На питање о оптужбама Литвињенка, Путин је рекао да постхумно објављена изјава њеног аутора „природно не заслужује коментар“.
Протеривање је виђено као „највећи раскол откако су ове земље протерале дипломате једне друге 1996. године након спора око шпијунаже“. Реагујући на ситуацију, Путин је изјавио: „Мислим да ћемо превазићи ову мини-кризу. Руско-британски односи ће се нормално развијати. И са руске и са британске стране, заинтересовани смо за развој тих односа.“  Упркос томе, британском амбасадору Тонију Брентону је руско Министарство спољних послова саопштило да ће британске дипломате добити 10 дана пре него што буду протеране као одговор. Руска влада је такође најавила да ће обуставити издавање виза званичницима Велике Британије и замрзнути сарадњу у борби против тероризма, као одговор на то да Британија обустави контакте са њиховом Федералном службом безбедности.
Александар Шохин, председник Руског савеза индустријалаца и предузетника, упозорио је да ће британски инвеститори у Русији „суочити се са већим надзором пореских и регулаторних власти. И такође би могли да изгубе на владиним тендерима."  Неки сматрају да је криза настала одлуком Британије да Путиновом бившем покровитељу, руском милијардеру Борису Березовском, одобри политички азил 2003. Раније 2007. Березовски је позвао на свргавање Путина.
Русија је 10. децембра 2007. наредила Британском савету да обустави рад у својим регионалним канцеларијама, у ономе што се сматрало последњом рундом спора око убиства Александра Литвињенка; Британија је изјавила да је потез Русије незаконит.
Након војних вежби Мировне мисије 2007. које су заједнички спровеле државе чланице Шангајске организације за сарадњу (ШОС), Путин је 17. августа 2007. најавио наставак на сталној основи даљинских патролних летова руских стратешких бомбардера који су обустављени 1992. године. Саопштење током самита ШОС-а у светлу заједничких руско-кинеских војних вежби, прве у историји одржане на руској територији, наводи неке да верују да је Путин склон формирању анти- НАтовског блока, или азијска верзија ОПЕК-а.
На сугестију да „западни посматрачи већ пореде ШОС са војном организацијом која би стајала у супротности са НАТО-ом“, Путин је одговорио да је „оваква врста поређења неприкладна и по форми и по суштини“. Начелник руског Генералштаба Јуриј Балујевски је рекао да „не би требало да буде говора о стварању војног или политичког савеза или уније било које врсте, јер би то било у супротности са оснивачким принципима ШОС“.
Након обнављања даљинских летова руских стратешких бомбардера уследила је најава руског министра одбране Анатолија Сердјукова током састанка са Путином 5. децембра 2007. да ће 11 бродова, укључујући носач авиона Кузњецов, учествовати у првој великој морнарици. налет на Медитеран још од совјетских времена. Налет је требало да подржи 47 авиона, укључујући стратешке бомбардере. Према речима Сердјукова, реч је о настојању да се обнове редовне руске поморске патроле на светским океанима, став који подржавају и руски медији. Војни аналитичар Нове газете Павел Фелгенхауер верује да је Кузњецов подложан несрећи једва да је способан за пловидбу и да представља више претњу за њену посаду него било који наводни непријатељ.
У септембру 2007. Путин је посетио Индонезију и на тај начин постао први руски лидер који је посетио ту земљу у више од 50 година. Истог месеца, Путин је такође присуствовао састанку АПЕЦ-а одржаном у Сиднеју, у Аустралији, где се састао са аустралијским премијером Џоном Хауардом и потписао споразум о трговини уранијумом. Ово је била прва посета једног руског председника Аустралији.
Путин је 16. октобра 2007. посетио Техеран у Ирану како би учествовао на Другом каспијском самиту  где се састао са иранским лидером Махмудом Ахмадинеџадом . Остали учесници су били лидери Азербејџана, Казахстана и Туркменистана . Ово је прва посета једног лидера из Кремља Ирану, од учешћа Јосифа Стаљина на Техеранској конференцији 1943. Путин је на конференцији за новинаре после самита изјавио да „све наше (каспијске) државе имају право да развијају своје мирољубиве нуклеарне програме без икаквих ограничења”. Током самита је такође договорено да његови учесници ни под којим условима неће дозволити било којој трећој држави да користи њихову територију као базу за агресију или војну акцију против било ког другог учесника.
Дана 26. октобра 2007. године, на конференцији за новинаре после 20. самита Русија-ЕУ у Португалу, Путин је предложио да се створи Руско-европски институт за слободу и демократију, са седиштем или у Бриселу, или у једној од европских престоница, и додао да је „ спремни смо да обезбедимо средства за финансирање, као што Европа покрива трошкове пројеката у Русији“. Очекује се да ће ова новопредложена институција пратити кршење људских права у Европи и допринијети развоју европске демократије.
Руски председник Владимир Путин и бивши амерички председник Џорџ В. Буш нису успели да реше своје несугласице око америчких планова за планирани систем противракетне одбране са седиштем у Пољској и Чешкој, на свом састанку у руском црноморском летовалишту Сочи 6. априла 2008. Путин је јасно ставио до знања да се не слаже са одлуком о успостављању локација у источноевропским земљама, али је рекао да су се договорили о „стратешком оквиру“ који ће водити будуће америчко-руске односе, у којем су Русија и САД рекли да признају да је ера у којој је сваки другог сматрао „стратешком претњом или непријатељем“ је завршено.
Путин је изразио опрезан оптимизам да би две стране могле да пронађу начин да сарађују у вези са одбраном од ракета и описао је своју осмогодишњу везу са Бушом као руског председника као "углавном позитивну". Самит је био последњи састанак између Буша и Путина као председника и уследио је после присуства оба лидера на последњем самиту НАТО -а у Румунији 2. априла 2008. – 4. априла 2008. Тај самит је такође истакао разлике између Вашингтона и Москве, око предлога које подржавају САД о проширењу војног савеза на бивше совјетске републике Украјину и Грузију . Русија се противи предложеном проширењу, плашећи се да ће смањити сопствени утицај на своје суседе.
Фарид Закарија сугерише да се рат у Јужној Осетији 2008. показао као дипломатска катастрофа за Русију. Он сугерише да је то била велика стратешка грешка, која је окренула суседне нације као што је Украјина да више прихвате Сједињене Државе и друге западне земље. Џорџ Фридман, оснивач и извршни директор приватне обавештајне агенције Стратфор, има супротан став; тврдећи да су и рат и руска спољна политика били успешни у ширењу утицаја Русије.
Средина 2010-их је означила драматичан пад у односима Русије са Западом, а неки су то чак сматрали почетком новог хладног рата. Сједињене Државе и Русија подржавају супротстављене стране у грађанском рату у Сирији, а Вашингтон је Москву сматрао опструкционистом у погледу њене подршке влади Башара ал-Асада .
2013. године, први пут од 1960. године, САД су отказале самит са Русијом, након што је ова дала азил Едварду Сноудену.
Највећи пораст тензија, међутим, догодио се током украјинске кризе која је почела 2014. године, када је полуострво Крим припојено Русији. Русија је такође распламсала сепаратистичку побуну у региону Донбаса . Сједињене Државе су одговориле на ове догађаје увођењем санкција Русији, а већина европских земаља је следила њихов пример, забринуте због руског мешања у послове централне и источне Европе. У октобру 2015. Русија је, након година индиректне подршке сиријској влади, директно интервенисала у сукобу, преокренувши ток у корист Асадовог режима. Односи Русије са Турском, који су већ били затегнути због подршке Асадовом режиму, додатно су се погоршали током овог периода, посебно након што је турско ваздухопловство оборило руски млазни ловац 24. новембра 2015. Русија је 2015. године формирала и Евроазијску економску унију са Јерменијом, Казахстаном и Белорусијом .
Руска влада не одобрава ширење НАТО-а на источну Европу, тврдећи да су западни лидери обећали да се НАТО неће ширити изван својих граница из 1990-их.
Деценијама је спор између Јапана и Русије око власништва над Курилским острвима ометао ближу сарадњу две земље. Међутим, од 2017. године трају преговори на високом нивоу који укључују премијера Шинзо Абеа у покушају да се ситуација реши.
Моћ Русије на међународној сцени зависи од њених прихода од нафте. Ако свет заврши прелазак на обновљиве изворе енергије, а међународна потражња за руским ресурсима нафте, гаса и угља буде драматично смањена, биће и руска међународна моћ. Русија се налази на 148. месту од 156 земаља у индексу геополитичких добитака и губитака након енергетске транзиције (ГеГаЛо).
Русији недостају јаки савези. Организација уговора о колективној безбедности је покушај да се развије савез наследник Варшавског пакта, али је он релативно слаб. Русија учествује у Шангајској организацији за сарадњу, али ШОС је мултилатерална група за сарадњу, а не алијанса и Кина игра водећу улогу у тој организацији.
Када је Русија напала Украјину 2022. године, њена спољна политика је претрпела значајне промене, јер је покушала да учврсти своје савезе у Африци, Азији и Јужној Америци. Историјски гледано, бивши Совјетски Савез, а касније и Руска Федерација, имали су добре односе са модерним државама у тим регионима, будући да су били на страни потлаченог становништва, као на пример током апартхејда у Јужној Африци, и противећи се империјализму широм света. Касније 2022. године, многе афричке и јужноамеричке државе биле су уздржане да гласају против Русије у Савету безбедности УН због њеног војног учешћа у Украјини. Утицај Русије у Африци и Јужној Америци се шири, посебно у областима рударства и безбедносних служби. Већина афричких и јужноамеричких земаља има велики интерес за јефтину фосилну енергију и немају санкције против руских ентитета. Више од 600 руских дипломата проглашено је Персоном нон Грата 2022.

### Евроазијска доктрина спољне политике
Русија је 2023. године представила евроазијску, антизападну спољнополитичку стратегију у документу под називом „ Концепт спољне политике Руске Федерације “ који је одобрио Владимир Путин . Документ дефинише Русију као „јединствену земљу-цивилизацију и огромну евроазијску и евро-пацифичку силу“ која настоји да створи „Велико евроазијско партнерство“ кроз блиске односе са Кином, Индијом, земљама исламског света и остатком света . Јужна ( Латинска Америка и јужна Африка). Политика идентификује САД и друге англосаксонске земље као „главног инспиратора, организатора и извршиоца агресивне антируске политике колективног Запада“ и тражи крај америчке доминације на међународној сцени. Документ такође заузима неосовјетски став, позиционирајући Русију као државу наследницу СССР-а и позива на ширење „тачних информација“ о „одлучујућем доприносу Совјетског Савеза“ у обликовању међународног поретка после Другог светског рата и Уједињених нација .

## Перцепција

### Глобално мишљење
Пев Ресеарцх Центер је навео да (од 2015.) само четири испитане земље имају позитиван став (50% или више) о Русији. Првих десет земаља које највише одобравају су Вијетнам (75%), Гана (56%), Кина (51%), Јужна Кореја (46%), Либан (44%), Филипини (44%), Индија (43%), Нигерија (39%), Танзанија (38%), Етиопија (37%) и Уганда (37%). Десет земаља са највише негативних ставова о Русији су Пакистан (12%), Турска (15%), Пољска (15%), Велика Британија (18%), Јордан (18%), Украјина (21%), Јапан ( 21%), Сједињене Државе (22%), Мексико (24%) и Аустралија (24%). Сопствено мишљење Руса о Русији било је изузетно позитивно са 92%.

### Наводна агресивност
Термин је коришћен да се односи и на агенду Катарине Велике из 18. века  и на руску политику 21. века. Током 1990-их, присталице ширења НАТО- а на источну Европу тврдиле су да ће то умањити „руску агресију“.
За постмајдански сукоб у Украјини обично се окривљује „руска агресија“. Аналитичари под покровитељством НАТО- а описали су оно што називају кибернетичком „руском агресијом“ на Украјину 2010-их.

## Мултилатерални односи

### НАТО и Европска унија
Русија је чланица Заједнице независних држава (ЗНД), Уније Русије и Белорусије, Организације за европску безбедност и сарадњу (ОЕБС), Париског клуба и Северноатлантског савета за сарадњу (НАЦЦ). Потписала је НАТО иницијативу Партнерство за мир 22. јуна 1994. године. НАТО и Русија су 20. маја 1997. потписале Оснивачки акт НАТО-Русија, за који су се стране надале да ће обезбедити основу за трајно и снажно партнерство између Алијансе и Русије – оно које би могло дати важан допринос европској безбедносној архитектури у 21. века, иако су се већ у време његовог потписивања појавиле сумње да ли овај споразум може да испуни ове амбициозне циљеве.
Овај споразум је заменио Савет НАТО-Русија који је договорен на министарском састанку у Рејкјавику и представљен на НАТО самиту у Риму у мају 2002. Русија и Европска унија (ЕУ) су 24. јуна 1994. потписале споразум о партнерству и сарадњи. Последњих година тензије су порасле, јер се чланице НАТО-а у источној Европи, посебно Летонија, Литванија, Естонија и Пољска, осећају угроженим од Русије. Европска унија је увела санкције руским предузећима и појединцима 2014. године у вези са анексијом Крима и наводне подршке сепаратистима током рата у Донбасу.

### Бивше совјетске републике и Варшавски пакт
Неруске земље које су некада биле део СССР-а Руси су назвали „ блиским иностранством “. У скорије време, руски лидери су свих 15 земаља заједно називали „постсовјетским простором“, док су истичући интерес Русије у спољној политици широм региона. Након што су председници Русије, Украјине и Белорусије распустили СССР, Русија је покушала да поврати неку врсту утицаја на постсовјетском простору стварањем, 8. децембра 1991. године, регионалне организације – Заједнице независних држава . Наредних година Русија је иницирала низ споразума са постсовјетским државама који су били осмишљени да институционализују односе унутар ЗНД. Међутим, већина ових споразума није испуњена и републике ЗНД су почеле да се удаљавају од Русије, која је у то време покушавала да стабилизује своју порушену економију и везе са Западом.
Једно од главних питања које је утицало на спољне односе Русије у бившем Совјетском Савезу било је преостало велико руско мањинско становништво у многим земљама блиског иностранства. Ово питање је решавано на различите начине у свакој појединачној земљи. Они су представљали посебан проблем у земљама у којима живе близу руске границе, као што су Украјина и Казахстан, при чему неки од ових Руса позивају да се ова подручја апсорбују у Русију. Углавном, међутим, Руси у блиском иностранству не фаворизују активну интервенцију Русије у унутрашње послове суседних земаља, чак ни у одбрану интереса етничких Руса. Штавише, три балтичке државе ( Естонија, Летонија и Литванија) јасно су наговестиле своју жељу да буду изван било које најављене руске сфере утицаја, што се огледа у њиховом придруживању и НАТО савезу и Европској унији 2004. године.
Између Русије, Белорусије и Украјине постоје блиске културне, етничке и историјске везе. Традиционална руска перспектива је да су они једна етничка група, са Русима који се зову „великоруси“, Белоруси „бели Руси“ и Украјинци „ мали Руси “. То се манифестовало у нижим нивоима национализма на овим просторима, посебно у Белорусији и Украјини, током распада Совјетског Савеза. Међутим, мало Украјинаца прихвата статус „млађег брата“ у односу на Русију, и напори Русије да се убаци у украјинску унутрашњу политику, као што је Путинова подршка кандидата за украјинског председника на последњим изборима, су спорни.
Русија одржава своје војне базе у Јерменији, Белорусији, Киргистану, Молдавији и Таџикистану .
Односи Русије са Грузијом су на најнижој тачки у модерној историји због контроверзе грузијско-руске шпијунаже и због руско-грузијског рата 2008. године, Грузија је прекинула дипломатске односе са Русијом и напустила Заједницу независних држава.
Односи Русије са Украјином од 2013. такође су на најнижој тачки у историји као резултат прозападне евромајданске револуције у Украјини, Кримске кризе 2014. и проруске побуне у украјинским регионима Доњецк и Луганск. Украјина је, као и Грузија, уложила у Врховну Раду предлог закона о иступању из Заједнице независних држава, а Кијев је започео процес за то.
Поред тога, Русија одржава односе и са Бугарском, Чешком, делом бивше Источне Немачке, Мађарском, Пољском, Румунијом и Словачком, државама које су некада биле део бившег Варшавског пакта, и даље, Албанијом . Русија такође наставља да одржава пријатељске односе са Кубом, Монголијом и Вијетнамом, као и са земљама трећег света и несврстаним земљама Авганистана, Анголе, Бенина, Камбоџе, Конга, Египта, Етиопије, Гренаде, Гвинеје Бисао, Индије, Ирака, Лаоса . Мозамбик, Србија, Сирија и бивши јужни део Јемена .

### Међународно чланство
Чланство у међународним организацијама:
Русија има стално место, што јој даје право вета, у Савету безбедности Уједињених нација (УН). Пре 1991. Совјетски Савез је био руско седиште у УН, али, након распада Совјетског Савеза, руска влада је обавестила Уједињене нације да ће Русија наставити чланство Совјетског Савеза у Уједињеним нацијама и свим другим органима УН.
Русија је активни члан бројних организација система УН, укључујући:
- Генерална скупштина УН и Савет безбедности
- Организација за Храну и Пољопривреду
- Конференција Уједињених нација о трговини и развоју
- Организација УН за образовање, науку и културу
- Канцеларија високог комесара УН за избеглице
- Организација Уједињених нација за индустријски развој
- Економска комисија Уједињених нација за Европу

Русија такође учествује у неким од најважнијих мировних мисија УН, укључујући:
- Мисију Уједињених нација у Сијери Леоне
- Мисију Уједињених нација посматрања Ирака ии Кувајта
- Институт Уједињених нација за обуку и истраживање
- Мисија Уједињених нација у Босни и Херцеговини
- Операција Уједињених нација у Обали Слоноваче
- Мисија Уједињених нација у Етиопији и Еритреји
- Мисија посматрача Уједињених нација у Превлаци
- Посматрачка мисија Уједињених нација у Грузији
- Прилазна администрација Уједињених нација у Источном Тимору
- Организација Уједињених нација за надзор примирја
- Мисију Уједињених нација за Референдум у Западној Сахари
- Мисију Уједињених нација ДР Конгу

Русија такође има чланство у:
- Asia-Pacific Economic Cooperation
- Association of Caribbean States (observer)
- Bank for International Settlements
- Black Sea Economic Cooperation
- Council of the Baltic Sea States
- European Organization for Nuclear Research (observer, suspended as of March 2022[85])
- Commonwealth of Independent States
- Collective Security Treaty Organisation
- Euro-Atlantic Partnership Council
- European Bank for Reconstruction and Development
- Economic and Social Commission for Asia and the Pacific
- Group of 20
- International Atomic Energy Agency
- International Bank for Reconstruction and Development
- International Civil Aviation Organization
- International Red Cross and Red Crescent Movement
- International Development Association
- International Finance Corporation
- International Hydrographic Organization
- International Labour Organization
- International Monetary Fund
- International Maritime Organization
- International Mobile Satellite Organization
- International Criminal Police Organization
- International Olympic Committee
- International Organization for Migration (observer)
- International Organization for Standardization
- International Telecommunication Union
- Latin American Integration Association (observer)
- Non-Aligned Movement (observer)
- Nuclear Suppliers Group
- Organization of American States (observer)
- Organisation of Islamic Cooperation (observer)
- Organisation for the Prohibition of Chemical Weapons
- Organization for Security and Co-operation in Europe
- Permanent Court of Arbitration
- Partnership for Peace
- Shanghai Cooperation Organisation
- World Tourism Organization
- Universal Postal Union
- World Customs Organization
- World Federation of Trade Unions
- World Health Organization
- World Intellectual Property Organization
- World Meteorological Organization
- World Trade Organization
- Zangger Committee

## Посредовање у међународним сукобима
Русија је играла важну улогу у помагању у посредовању у међународним сукобима и била је посебно активно ангажована у покушајима да промовише мир након сукоба на Косову . Руски министар спољних послова изјавио је 25. фебруара 2008. да НАТО и Европска унија разматрају употребу силе како би спречили Србе да напусте Косово након проглашења независности Косова 2008. године.
Русија је ко-спонзор блискоисточног мировног процеса и подржава УН и мултилатералне иницијативе у Персијском заливу, Камбоџи, Бурми, Анголи, бившој Југославији и Хаитију . Русија је један од оснивача Контакт групе и (од самита у Денверу у јуну 1997.) чланица Г8 . У новембру 1998. Русија се придружила Форуму за азијско-пацифичку економску сарадњу (АПЕЦ). Русија је дала трупе стабилизацијским снагама у Босни предвођеним НАТО-ом и потврдила поштовање међународног права и принципа ОЕБС-а. Русија је прихватила учешће УН и ОЕБС-а у случајевима регионалних сукоба у суседним земљама, укључујући слање посматрача у Грузију, Молдавију, Таџикистан и де факто Републику Арцах.
Русија је 16. маја 2007. подржала оснивање међународног трибунала за суђење осумњиченима за убиство либанског премијера Рафика Харирија .

## Територијални спорови
- Спор између Русије и Летоније у вези области Питалово (Абрене) у Псковској области, Русија, решен је споразумом о граници од 27. марта 1997. године.[88]
- Спорови око границе са Народном Републиком Кином коначно су решени 21. јула 2008. Тог дана су министри спољних послова две земље потписали споразум у Пекингу. Према споразуму, Русија је уступила око 174 km² територије до Кине.[89] Пренета територија обухватала је острво Тарабаров и отприлике половину острва Бољшој Усуријски. Пренето подручје било је углавном ненасељено.[90] Решавање њиховог граничног спора уследило је након 40 година преговора. Коначно решење је резултат Уговора о добросуседству и пријатељској сарадњи који је закључен 2. јуна 2005. године, а потписали су га министар спољних послова Кине Ли Зхаокинг и његов руски колега Сергеј Лавров . Ово је уследило након разговора у Владивостоку . Сада нема граничног спора између Русије и Кине дуж њихових 4300 km границе.
- Границе Каспијског мора још нису одређене међу свим приморским државама. Питања између Русије и држава које се с њом граниче – Азербејџан и Казахстан – настањени су 2003. Русија нема заједничку копнену или каспијско-морска границу са Туркменистаном и Ираном, који се не слажу са каспијским насељима.
- Русија нема никакве територијалне претензије на Антарктику, упркос томе што је држава која је прва открила тај континент (али је задржала право да поставља ове захтеве), и не признаје захтеве ниједне друге нације. Совјетски Савез је потписао Уговор о Антарктику 1960. године.
- Де јуре Тајван тврди да његова територија укључује све бивше земље царства Ћинг, укључујући Туву, која је део Русије од 1944. Тајван не наставља активно своју тврдњу јер му недостаје било какав званичан однос са Русијом, која не признаје Тајван као суверену нацију.

### Нерешено
- Спор око Курилских острва односи се на острва Итуруп, Кунашир, Шикотан и групу Кхабомаи, која су сва припадала Јапанском царству од 1855. до Совјетско-јапанског рата када их је Совјетски Савез окупирао и јужни део острва Сахалин пошто је Јапан изгубио рат. Руска СФСР, која је тада била у саставу СССР-а, добила их је на крају Другог светског рата током конференције на Јалти 1945. године, када су савезници пристали на уступање острва СССР-у. Међутим, ова одредба није била укључена у уговор о капитулацији Јапана који је касније Јапану дао шансу да захтева повратак „контроверзних северних територија“. Међутим, спорном територијом тренутно управља Руска Федерација, а већина становника спорне територије подржава руску администрацију, јер су сви јапански становници протерани са острва 1946. године.
- Територијална питања између Естоније и Русије у вези са неким територијама Пскова и Лењинградске области Русије и даље су нерешена. Руска страна није ратификовала споразум о граници између Естоније и Русије из 2005. Преговори су поново отворени 2012. године, а Уговор је потписан у фебруару 2014. године, али се још чека на ратификацију.[92] У марту 2022. председник Путин је послао естонско-руски споразум о граници Руско-државној думи на ратификацију, али од јула 2022. ништа од тога није било [93]
- Спорови око границе са Грузијом у вези са руским признањем грузијских региона, Јужне Осетије и Абхазије као независних држава, због рата у Јужној Осетији 2008. и који је довео до прекида свих дипломатских односа између њих.
- Након распада Совјетског Савеза, Руска Федерација је одбила да призна украјински суверенитет над Севастопољем, као и над околном Кримском облашћу, користећи аргумент да град никада није био практично интегрисан у Украјинску ССР због свог војног статуса. Ова тврдња је одустала у билатералном Уговору о миру и пријатељству, који је потврдио да и Крим и Севастопољ припадају Украјини. Посебним уговором утврђени су услови дугорочног закупа земље и ресурса у и око Севастопоља од стране Русије. У анексији Крима од стране Руске Федерације почетком 2014. године , Крим је припојен Русији.[94][95] Од тада је статус Крима и града Севастопоља тренутно у спору између Русије и Украјине ; Украјина и већина чланица УН сматрају Крим аутономном републиком Украјине, а Севастопољ једним од украјинских градова са посебним статусом, док Русија и друге чланице УН, с друге стране, сматрају да је Крим федерални субјект Русије. а Севастопољ да буде један од савезних градова Русије.[94][95] Државна дума је 31. марта 2014. године одобрила отказивање горе поменутог Уговора о миру и пријатељству и дугорочни закуп земљишта у Севастопољу.[96] Русија званично не признаје „питање Крима“ као основ за било какве територијалне спорове.